# Dolenji Boštanj
Dolenji Boštanj je naselje v Občini Sevnica.